# Станіслав Іосіф Гібадулін
Гібаду́лін Станісла́в Іо́сіф (11 липня 1990, Кишинів, Республіка Молдова) — військовослужбовець, солдат Збройних сил України. Учасник російсько-української війни. Народний герой України 

## Життєпис
Народився в Кишиневі. Навчався в ліцеї імені Liviu Rebreanu, й в університеті ІМІ-Nova на факультеті менеджменту й адміністрування[джерело?]. У 2013 році, за зразком російської неонацистської організації «Оккупай-педофиляй», створив праворадикальну організацію Scutul Social, діяльність якого була зосереджена на вилові педофілів та наркоторговців. За повідомленнями деяких ЗМІ вона також займалася пропагандою неонацизму (що самі члени організації заперечують).
26 листопада 2014 року був затриманий перед парламентськими виборами. Звільнений у березні 2015 року.
Після звільнення вступив до добровольчого полку «Азов», через деякий час — до лав ЗСУ у складі 25 ОМПБ «Київська Русь».
На початку лютого 2018 року українські бійці зайшли на пункт спостереження супротивника, де знешкодили двох вояків окупаційних корпусів, та заволоділи їхньою зброєю — кулеметом НСВ-12,7 який був на позиції. У червні 2018 року волонтер Юрій Мисягін повідомив, що бійцями, які здійснили цю операцію, були саме Станіслав Гібадулін та Ілля Сербін.
22 лютого 2018 року виконував завдання із Іллею Сербіним, під час якого вони потрапили під вогонь супротивника. Станіслав отримав поранення ніг і живота, проте зміг винести пораненого Іллю, який від ран помер.
25 січня 2019 року дістав друге поранення поблизу Катеринівки на Луганщині. Ворожа протитанкова керована ракета влучила у транспорт українських військових, миттєво загинув Віталій Губенко, ще четверо бійців, разом із Станіславом, були поранені. Станіслав дістав поранення у голову і руки.
19 травня отримав третє поранення, після якого позбувся ступні ноги, в результаті підриву на міні.
18 липня Президент України підписав указ про надання громадянства Станіславу.
24 лютого 2022 року на початку Російського вторгнення в Україну, доєднався до Окремого полку спеціального призначення «Азов» і брав участь в обороні Києва, згодом почав займатися інструкторською діяльністю через важкий стан здоров'я.
Зцілився від Посттравматичного стресового розладу за допомогою Психоделічної асистованої терапії, після цього став учасником Української асоціації психоделічних досліджень.
Російські слідчі в межах кримінальної справи про найманство оголосили в федеральний і міжнародний розшук Станіслава Гібадуліна, який брав участь у бойових діях на боці ЗСУ проти російських військ. У 2022 році він знову вступив до забороненого в РФ полку "Азов" і брав участь у боях на Київщині як навідник БМП у розвідувальному взводі. У відповідь Інтерпол став на бік бійця з України, надіслав документи до генерального секретаріату Інтерполу для ознайомлення з матеріалами справи та вжиття відповідних заходів, згідно з процедурою.

## Нагороди
- 27 червня 2018 року Указом Президента України № 189/2018, За особисту мужність і самовіддані дії, виявлені у захисті державного суверенітету та територіальної цілісності України, нагороджений орденом «За мужність» III ступеня.[22]
- 17 серпня нагороджений орденом «Народний герой України»[23]